# 陈湘明
陈湘明，浙江大学材料科学与工程学院教授、物理与微结构研究所所长。任美国陶瓷学会会员、亚洲电子陶瓷联盟理事、中华人民共和国教育部第五批"长江学者"特聘教授。